# Hadena armeriae
Hadena armeriae är en fjärilsart som beskrevs av Achille Guenée 1852. Hadena armeriae ingår i släktet Hadena och familjen nattflyn. Inga underarter finns listade i Catalogue of Life.